# Valencia Basket Club
O Valencia Basket Club é um clube profissional de basquetebol sediado na cidade de Valencia, Espanha que atua na Liga ACB (Espanha) e na EuroLiga. Foi fundado em 1986 após separar-se do Valencia Club de Fútbol para fundar-se como clube de basquete.
Em sua história venceu uma Copa do Rei (1998) e 4 EuroCopa (2002-2003, 2009-2010 e 2013-2014, 2018-2019), além de ter ficado com o vice-campeonato da Copa Saporta 2002.

## História

### Separação do Valencia Fútbol
Durante o verão de 1986, o Valencia Club de Fútbol decide fechar o departamento de basquetebol, o que na época foi uma opção contrastante com o momento que a equipe vivia em quadra, logrando acesso à Primera B.
Para a junta diretiva da nova agremiação coube a Antonio Egea ser o primeiro presidente e o apoio da Associación de la Prensa como primeiro patrocinador e a equipe denominou-se "Valencia - Hoja del Lunes" entre 1986 e 1987.  Os jogos foram disputados no Pavilhão de Mislata,

### Os Primeiros Anos na Fonteta
Logo na segunda temporada o Valencia passa a jogar na arena que é sua casa até os dias de hoje, a Fonteta que a época era menor sem a acomodação atual e sem o anel inferior.
Devido ao vislumbre que todos no clube viviam naqueles dias ao chegar na máxima competição espanhola de basquetebol, a Liga ACB, foi contratado Antonio Serra, treinador de renome com passagem pelo grandes catalães: Manresa, Badalona e sobretudo no FC Barcelona que dirigidos por Serra tornaram-se uma das forças do Velho Continente.

### O Primeiro Rebaixamento
Na temporada 1987-88 a equipe alcançou o acesso à Liga ACB, fato que pôs-se de forma quase ininterrupta até os dias atuais, pois na temporada 1994-95 a equipe enfrentou o Somentano Huesca no Playoff de rebaixamento e foi derrotado, sendo relegado para a Liga EBA.
Esta péssima recordação da história da equipe valenciana aconteceu simultaneamente com a reforma da Fonteta, onde foi terminado o anel inferior e melhores acomodações, e reformulação no elenco. 
O retorno para a elite ocorreu no término da temporada seguinte quando alcançou o vice-campeonato da Liga EBA e comprou a vaga do CAI Zaragoza que passava por problemas financeiros. Naquele ano a ACB não previa ascensos e o Pamesa Valencia só foi promovido por causa desta negociação.

### O Primeiro Título Nacional
A temporada 1997-98 mostrou-se deveras prodigiosa para os valencianos, visto que foi a ocasião que a equipe classificou-se para a Copa do Rei e como um dos menos cotados ao título eliminou na estréia o Tau Cerámica que era o líder da temporada regular, na sequência eliminou os anfitriões Forum Valladolid e na grande final venceu o Joventut Badalona.
Este feito valenciano credenciou-os a disputar uma competição internacional, no caso a Copa Saporta na temporada 1998-99 quando caiu na final contra o Benneton Treviso e na temporada seguinte chegou novamente à final da Copa do Rei, desta vez foi derrotado pelo Estudiantes de Madrid.

### O Primeiro Título Europeu
Na temporada 2002-03 com chegada do treinador Paco Olmos e a contratação de Fabricio Oberto, Alejandro Montecchia e Dejan Tomašević o clube  ganhou muito em qualidade. Neste ano chegaram a primeira final da ACB contra o FC Barcelona perdendo a série por 3-0 e internacionalmente logrou seu primeiro grande êxito ao conquistar a ULEB Cup contra o Novo Mesto da Eslovénia.
O inédito título da competição levou a equipe valenciana a disputa de sua primeira Euroliga. 

## Troféus e Prêmios

### Troféus
- Liga ACB:
  - Campeão (1):2017
  - Finalista (2): 2003, 2024-25

- Copa del Rey: 
  - Campeão (1): 1998
  - Finalista (3): 2000, 2006, 2013, 2017
- Supercopa Endesa
  - Campeão (1):2017

- Copa Saporta:
  - Finalista (2): 1999, 2002

- Eurocup Basketball: 
  - Campeão (3): 2003, 2010, 2014, 2019
  - Finalista (1): 2012, 2017

### Patrocinadores
O Valencia Basket foi renomeado com diferentes denominações em referência aos seus patrocinadores ao longo dos anos:
| - Valencia-Hoja del Lunes: 1986–87 - Pamesa Valencia: 1987–2009 - Power Electronics Valencia: 2009–11 |

## Uniforme
| Casa | Visitante |

## Temporada por Temporada
| Temporada | Nível | Divisão       | Pos. | Pós-Temporada    | TR    | PL  | Copa del Rey      | Outras Copas | Outras Copas | Competições Europeias | Competições Europeias | Competições Europeias |
| --------- | ----- | ------------- | ---- | ---------------- | ----- | --- | ----------------- | ------------ | ------------ | --------------------- | --------------------- | --------------------- |
| 1986–87   | 2     | 1ª División B | 19   | –                | 10–12 | 4–8 | –                 | –            | –            | –                     | –                     | –                     |
| 1987–88   | 2     | 1ª División B | 8    | Promovido        | 20–16 | 4–3 | –                 | –            | –            | –                     | –                     | –                     |
| 1988–89   | 1     | Liga ACB      | 16   | –                | 12–24 | 0–3 | Primeira Fase     | –            | –            | –                     | –                     | –                     |
| 1989–90   | 1     | Liga ACB      | 10   | –                | 24–12 | 3–0 | Oitavas de Final  | –            | –            | –                     | –                     | –                     |
| 1990–91   | 1     | Liga ACB      | 9    | Oitavas de Final | 15–19 | 3–3 | Segunda fase      | –            | –            | –                     | –                     | –                     |
| 1991–92   | 1     | Liga ACB      | 9    | Oitavas de Final | 18–16 | 3–3 | Segunda Fase      | –            | –            | –                     | –                     | –                     |
| 1992–93   | 1     | Liga ACB      | 10   | Oitavas de Final | 18–13 | 1–2 | Segunda Fase      | –            | –            | –                     | –                     | –                     |
| 1993–94   | 1     | Liga ACB      | 12   | Oitavas de Final | 14–14 | 1–3 | Primeira Fase     | –            | –            | –                     | –                     | –                     |
| 1994–95   | 1     | Liga ACB      | 19   | Rebaixado        | 15–23 | 1–3 | Primeira Fase     | –            | –            | –                     | –                     | –                     |
| 1995–96   | 2     | Liga EBA      | 2    | Finalista        | 22–8  | 6–2 | –                 | –            | –            | –                     | –                     | –                     |
| 1996–97   | 1     | Liga ACB      | 11   | –                | 17–17 | –   | –                 | –            | –            | –                     | –                     | –                     |
| 1997–98   | 1     | Liga ACB      | 7    | Quartas de Final | 20–14 | 1–3 | Campeão           | –            | –            | –                     | –                     | –                     |
| 1998–99   | 1     | Liga ACB      | 6    | Quartas de Final | 18–16 | 2–3 | Quartas de Final  | –            | –            | 2 Copa Saporta        | FN                    | 17–2                  |
| 1999–00   | 1     | Liga ACB      | 6    | Quartas de Final | 20–14 | 0–3 | Finalista         | –            | –            | 2 Copa Saporta        | QF                    | 13–3                  |
| 2000–01   | 1     | Liga ACB      | 5    | Quartas de Final | 22–12 | 1–3 | Semifinalista     | –            | –            | 2 Copa Saporta        | SF                    | 11–5                  |
| 2001–02   | 1     | Liga ACB      | 6    | Quartas de Final | 21–13 | 1–3 | Quarterfinalista  | –            | –            | 2 Copa Saporta        | FN                    | 13–4                  |
| 2002–03   | 1     | Liga ACB      | 2    | Finalista        | 26–8  | 6–5 | Semifinalista     | –            | –            | 2 ULEB Cup            | C                     | 14–4                  |
| 2003–04   | 1     | Liga ACB      | 5    | Quartas de Final | 23–11 | 1–3 | Quarterfinalist   | –            | –            | 1 Euroliga            | T16                   | 13–7                  |
| 2004–05   | 1     | Liga ACB      | 9    | –                | 18–16 | –   | Semifinalista     | –            | –            | 2 ULEB Cup            | SF                    | 11–1–4                |
| 2005–06   | 1     | Liga ACB      | 9    | –                | 16–18 | –   | Finalista         | –            | –            | –                     | –                     | –                     |
| 2006–07   | 1     | Liga ACB      | 7    | Quartas de Final | 19–15 | 1–3 | –                 | –            | –            | –                     | –                     | –                     |
| 2007–08   | 1     | Liga ACB      | 5    | Quartas de Final | 22–12 | 1–2 | Quartas de Final  | –            | –            | 2 ULEB Cup            | QF                    | 10–5                  |
| 2008–09   | 1     | Liga ACB      | 7    | Quartas de Final | 16–16 | 0–2 | Quartas de Final  | –            | –            | 2 Eurocup             | QF                    | 10–3                  |
| 2009–10   | 1     | Liga ACB      | 5    | Quartas de Final | 23–11 | 0–2 | Semifinalista     | –            | –            | 2 Eurocup             | C                     | 14–2                  |
| 2010–11   | 1     | Liga ACB      | 5    | Quartas de Final | 24–10 | 0–2 | Semifinalista     | Supercopa    | RU           | 1 Euroliga            | QF                    | 10–11                 |
| 2011–12   | 1     | Liga ACB      | 4    | Semifinalista    | 20–14 | 3–4 | –                 | –            | –            | 2 Eurocup             | FN                    | 12–4                  |
| 2012–13   | 1     | Liga ACB      | 6    | Quartas de Final | 22–12 | 1–2 | Finalista         | Supercopa    | SF           | 2 Eurocup             | SF                    | 11–5                  |
| 2013–14   | 1     | Liga ACB      | 3    | Semifinalista    | 30–4  | 4–4 | Semifinalista     | –            | –            | 2 Eurocup             | C                     | 15–9                  |
| 2014–15   | 1     | Liga ACB      | 4    | Semifinalista    | 20–14 | 3–4 | Quartas de Final  | Supercopa    | SF           | 1 Euroliga            | RS                    | 3–7                   |
| 2014–15   | 1     | Liga ACB      | 4    | Semifinalista    | 20–14 | 3–4 | Quartas de Final  | Supercopa    | SF           | 2 Eurocup             | QF                    | 5–5                   |
| 2015–16   | 1     | Liga ACB      | 3    | Semifinalista    | 28-6  | 3-3 | Quartas de Final  | –            | –            | 2 Eurocup             | RS                    | 3-6                   |
| 2016-17   | 1     | Liga ACB      | 3    | Campeão          | 23-9  | 8-3 | Finalista         | Supercopa    | Campeão      | 2 EuroCopa            | FN                    | 18-5                  |
| 2017-18   | 1     | Liga ACB      | 4    | Quartas de Final | 22-12 | 1-2 | Quartas de finais |              |              | 1 Euroliga            | TR                    | 12-18                 |
| 2018-19   | 1     | Liga ACB      | 4    | Semifinalista    | 23-11 | 2-4 | Quartas de finais |              |              | 2 EuroCopa            | C                     | 20-3                  |
| 2019-20   | 1     | Liga ACB      | 7    | Semifinalista    | 12-11 | 4-2 | Semifinais        |              |              | 1 EuroLiga            | TR                    | 12-16                 |
| 2020-21   | 1     | Liga ACB      | 4    | Semifinalista    | 24-12 | 3-3 | Quartas de finais |              |              | 1 EuroLiga            | TR                    | 19-15                 |
| 2021-22   | 1     | Liga ACB      | 3    | Quartas de Final | 23-11 | 1-2 | Quartas de finais |              |              | 2 EuroCopa            | SF                    | 13-7                  |
| 2022-23   | 1     | Liga ACB      | 8    | Quartas de Final | 17-17 | 0-2 | Quartas de finais |              |              | 1 EuroLiga            | TR                    | 15-19                 |
| 2023-24   | 1     | Liga ACB      | 4    | Quartas de Final | 21-13 | 1-2 | Semifinais        |              |              | 1 EuroLiga            | TR                    | 14-20                 |
| 2024-25   | 1     | Liga ACB      | 2ª   | Finalista        | 25-9  | 5-3 | Quartas de finais |              |              | 2 EuroCopa            | SF                    | 18-4                  |

## Treinadores
- Toni Ferrer 1986–87, 1989
- Antoni Serra 1987–89
- José Antonio Figueroa 1989–91
- Fernando Jiménez 1991
- Manu Moreno 1992–95
- Herb Brown 1995
- Mihajlo Vuković 1995–2000
- Luis Casimiro 2000–02
- Paco Olmos 2002–04, 2011–12
- Pablo Laso 2004–05
- Chechu Mulero 2005, 2006
- Ricard Casas 2005–06
- Fotis Katsikaris 2006–08
- Neven Spahija 2008–10
- Manolo Hussein 2010
- Svetislav Pešić 2010–11
- Velimir Perasović 2012–15
- Carles Duran 2015
- Pedro Martínez 2015–

## Jogadores notáveis
- Salva_Díez
- Johnny_Rogers
- Víctor Luengo
- Nacho_Rodilla
- Berni Álvarez
- José Antonio Paraíso
- Víctor Claver
- Rafa Martínez
- Alejandro Montecchia
- Federico_Kammerichs
- Fabricio Oberto
- Matt Nielsen
- Tiago_Splitter
- Vítor_Faverani
- Antoine Rigaudeau
- Florent_Piétrus
- Nando_de_Colo
- Mickaël Gelabale
- Alessandro Abbio
- Robertas_Javtokas
- Bojan_Dubljević
- Dejan_Tomašević
- Igor_Rakočević
- Kosta_Perović
- Duško_Savanović
- Serhiy_Lishchuk
- Bernard Hopkins
- Tanoka_Beard
- Brian_Cardinal
- Justin_Doellman